# Кети Моријарти
Кети Моријарти (енгл. Cathy Moriarty; рођена 29. новембра 1960. Бронкс, Њујорк), америчка је позоришна, филмска и ТВ глумица и певачица.
На филму је дебитовала у филму Разјарени бик (1980) Мартина Скорсезеа за који је била номинована за Оскара и Златни глобус за споредну женску улогу. У наредним годинама наставила је да глуми на филму и телевизији, појављујући се у филмовима Проблематичне комшије (1981), Полицајац из вртића (1990), Краљеви мамба (1992), Ја и дете (1993), Каспер (1995) и Мафијаш под стресом (2002).